# Androsace occidentalis
Androsace occidentalis là một loài thực vật có hoa trong họ Anh thảo. Loài này được Pursh mô tả khoa học đầu tiên năm 1816.

## Hình ảnh

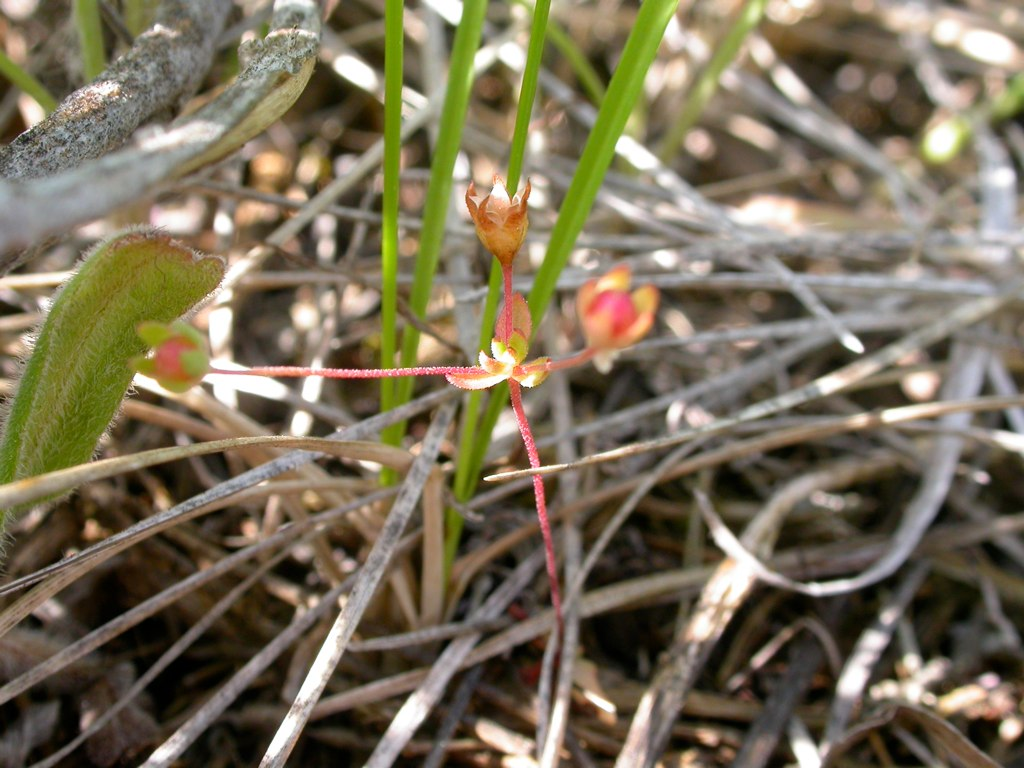
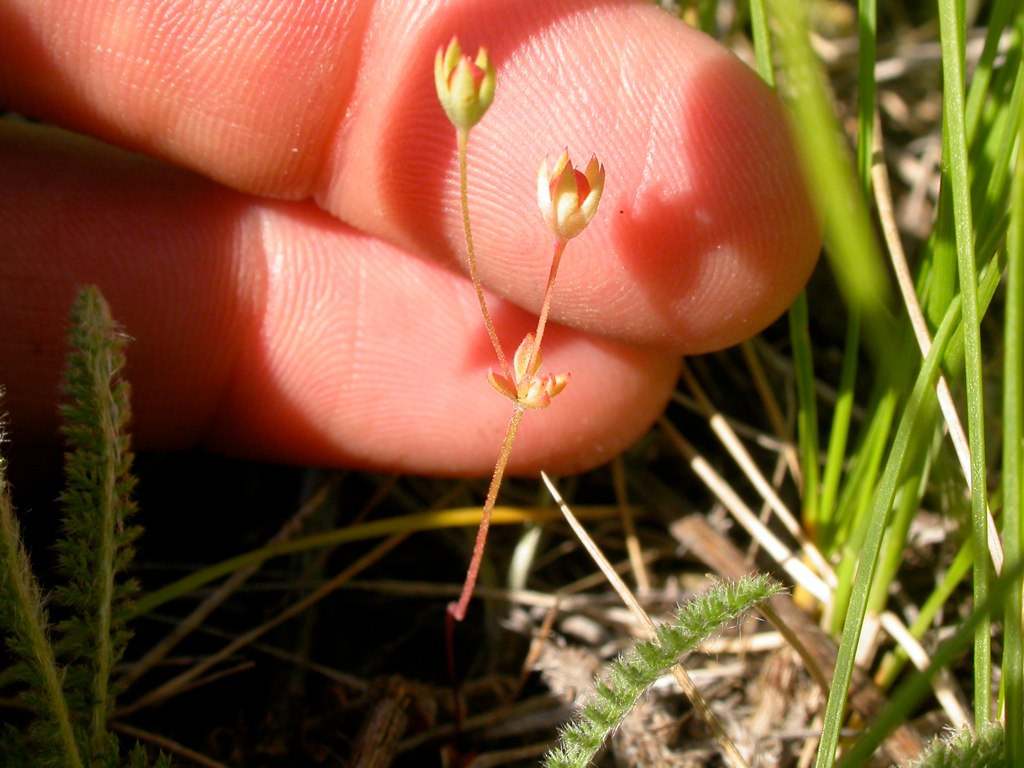